# Játékos Emberek Magazinja
A Játékos Emberek Magazinja, röviden JEM, egy havonta megjelenő, online társasjáték-magazin. A lapot 2013 áprilisa óta publikálják minden hónap elsején.

## A magazin története
A JEM-et a 2010-ben alakult Társasjátékos Klub - később Társas Központ Egyesület - alapítói és tagjai hozták létre 2013-ban. Az ötletgazdák a 2008 és 2010 között működő online társasjátékos magazin, a Tabula megszűnése után keletkező űrt kívánták betölteni egy hasonlóan minőségi, rendszeresen megjelenő, ingyenes társasjátékos lap megalkotásával. 2013 januárjában tartották első szerkesztőségi ülésüket, amelyen körvonalazták elképzeléseiket, majd hamarosan elkezdték felépíteni a magazint.

### Az alapító tagok
- Farkas Tivadar
- Gracza Balázs
- Gyulai László
- Hegedűs Csaba
- Hegedűs Robin
- Hegedűsné Richter Mónika
- Varga Attila
- Varga Dia

### Az első számtól napjainkig
A magazin logójának, dizájnjának elkészítése, a feladatok felosztása és az egyéb háttérmunkák elvégzését követően 2013. április 1-jén megjelent a JEM első száma. Ez elsősorban társasjáték-ismertetőkből, mellettük egy klubbemutatóból és egy elméleti cikkből állt. A második számtól kezdve a magazin már letölthető mellékleteket is tartalmazott - ezek főként segédletek, magyarra fordított kártyalapok, saját készítésű kiegészítők voltak. A mellékletek egészen a 32. számig a magazin állandó elemeit képezték, ezt követően már csak alkalmanként kerültek bele. 2023-tól újra rendszeres tartalom a magazin oldalain a melléklet, melyek főként hazai megjelenésű játékokhoz készített segédletek, hivatalos és rajongói kiegészítők, promók magyar nyelven.
A harmadik számmal elindult a JEM első tematikus cikksorozata, amelyben a német Spiel des Jahres (Az év játéka) díjat elnyert játékokat mutatták be az akkori legfrissebb győztestől kezdve időben visszafelé haladva. A cikksorozat a 43. számban a végére ért az 1979-es díjazottal, a magyarul Nyúl és Sün címen megjelent, Ravensburger által kiadott játékkal.
A 19. számmal megváltozott a borító és a cikkek szerkezete is, a magazin teljesen új arculatot kapott. Emellett a szerkesztést is szigorúbb rendszerbe helyezték: a cikkeket lektorok ellenőrizték tartalmi, korrektorok pedig nyelvhelyességi szempontból. Így egy-egy cikk elkészülési ideje megnyúlt, ugyanakkor a hibák száma jelentősen csökkent. A magazin átláthatóbb és egységesebb lett, amelyet az olvasók is megerősítettek. A szerkesztési rendszer azóta sem változott.
A 26. szám ismét egy cikksorozat kiindulópontja volt. A Játékok a világ körül célja, hogy az Antarktiszról indulva a Föld kontinensein át minden állomáson egy az adott területhez valamilyen módon köthető játékot mutasson be. A sorozat a mai napig is tart, s az egy-egy szám erejéig tartó ritka szünetek kivételével rendszeres eleme a magazinnak.
A magazin 2017 májusában ünnepelte 50. számának megjelenését, amelyet a jubileum alkalmából ezúttal nem digitálisan, hanem papír alapon jelentettek meg. Mivel így az ingyenesség nem volt kivitelezhető, a szerkesztők a JEM támogatói által felajánlott kedvezménykuponokkal igyekezték ösztönözni olvasóikat a vásárlásra. A jubileumi megjelenést nyilvános, az 50. számban szereplő játékok kipróbálási lehetőségével egybekötött magazinbemutató előzte meg.
Az 51. számot követően a JEM magazin továbbra is online formában jelenik meg havi rendszerességgel. Egészen a 94. számig változatlan külsővel és a már megszokott tartalommal, számtalan cikkel, interjúval örvendezteti meg az olvasóit minden hónap első napján.
A 94. számtól teljes átalakuláson esett át a magazin mind a borító, mind a belső tartalom tekintetében. Új design elemek, új interaktív tartalomjegyzék és számtalan hasznos funkció könnyíti meg az olvasók dolgát.
Napjainkra a szerkesztőség 30 fősre duzzadt, így a cikkek gördülékenyebben, a teljes magazin pedig kisebb erőfeszítéssel készül el.
2021. július 1-jén jelenik meg a JEM magazin 100. száma, és akárcsak az 50. szám, ez is kizárólag nyomtatott formában lesz elérhető.  A magazin szerkesztői létszámának, és a magyarországi forgalmazók, kiadók támogatásának köszönhetően a 100. szám már jóval vaskosabbra sikerült.
A 100. számban – az 50-hez hasonlóan – extra tartalmak is megjelennek, például kedvezményes vásárlásra jogosító kuponok vagy társasjáték promóciós anyagok formájában.

### A cikkíráson túl
Indulása óta a JEM társasjátéktervező pályázatokat is indított, elsőként a Piatnik közreműködésével, később a Gémklub, majd a Keller & Mayer kiadó részvételével. A magazin ezen kívül fotó- és cikkíró pályázatot is hirdetett, karitatív tevékenységet folytatott, valamint a lap hasábjain megszólaltatott hazai és külföldi játékszerzőket. A Társas Központ Egyesülettel közös játékkészlete meghaladja a 2600 társasjátékot.

## Tagok[1]
- Bagó Dániel – cikkíró, lektor
- Balogh József – cikkíró
- Belevári Eszter – cikkíró
- Benyó Dávid – tördelőszerkesztő
- Bordás Nikolett – tördelőszerkesztő
- Bozsik Márton – cikkíró, lektor
- Csukás Csaba – tördelőszerkesztő
- Dr. Kiss Csaba – szerkesztő, cikkíró, korrektor
- Dr. Rigler László – cikkíró, lektor
- Dr. Varga Attila – cikkíró
- Gál József Gábor – cikkíró, lektor
- Erős Dorottya – korrektor
- Hegedűs Anett – cikkíró
- Hegedűs Erik – cikkíró
- Hegedűs Csaba – főszerkesztő, cikkíró
- Krantz Domokos – cikkíró, lektor, korrektor
- Kiss Zsófia – szerkesztő, tördelőszerkesztő
- Kuzma Péter – tördelőszerkesztő
- Lajka Petra – korrektor
- Majoros Ágnes – lektor
- Molnár Kolos – cikkíró, lektor
- Molnár Levente – lektor
- Molnár Sándor – tördelőszerkesztő
- Nemes Mónika – cikkíró
- Porvay Attila – programozó
- Porvayné Török Csilla – szerkesztő, tördelőszerkesztő
- Szabó Györgyi – tördelőszerkesztő
- Szabó Máté – tördelőszerkesztő, hírszerkesztő
- Takács Viktor – cikkíró
- Varga Máté – korrektor
- Wenzel Réka – cikkíró

## Támogatók
- A-games
- Antler Games
- BestToys
- Cartamundi
- Cloud Island
- Colordigi gyorsnyomda
- Compaya
- Cranio Creations
- Csokonai Kulturális Központ
- Delta Vision
- G3
- Gémklub
- Hasbro
- Horrible Games
- Kékjáték
- Keller & Mayer
- Logikó-P Játék
- Magicbox
- Mindclash Games
- Okosjáték
- Pagony
- Pegasus Spiele
- Piatnik
- Platan Játék
- Queen Games
- Reflexshop
- Storm Games
- Társas Központ Egyesület
- Vagabund Kiadó
- Zoch Zum Spielen

## Rovatok

#### Ismertető
Az Ismertető rovat a társasjátékok bemutatására, véleményezésére szolgál. Ez a rovat a leghangsúlyosabb a magazinban.

#### Spiel des Jahres
A német játékdíj győzteseit bemutató cikksorozat 2013 júniusától 2016. októberig futott.

#### Játékok a világ körül
A 2015 májusában indult cikksorozat az Antarktiszról indulva Dél-Amerikán és az USA államain keresztül, majd Európa, Ázsia, Afrika és a Csendes-óceáni térség állomásain időzve mutatja be azokat a játékokat, amelyek az adott területhez köthetők. Egy-egy alkalom kivételével állandó rovat a magazinban.

#### Játékelmélet
Ahogy a neve is mutatja, ez a rovat a társasjátékozással kapcsolatos elméleti cikkeket foglalja magában. A cikkek kutatásokon és személyes tapasztalatokon alapulnak. A Játékelmélet nem állandó része a magazinnak, viszonylag ritkán bővül újabb cikkel.

#### Mi így játsszuk
A rovat célja, hogy bemutassa a már ismertetett játékok különböző stratégiai lehetőségeit azok számára, akik szeretnek jobban elmélyedni bennük, kiaknázni a bennük rejlő lehetőségeket. A Játékelmélethez hasonlóan ez a rovat is csak alkalmanként kerül bele a magazinba.

#### Klubbemutató
A hazai társasjátékozás népszerűsítése érdekében a JEM lehetőséget biztosít a különböző társasjátékos klubok számára, hogy bemutatkozzanak a magazin hasábjain.

#### Interjú
Beszélgetések hazai és külföldi társasjáték-tervezőkkel, -kiadókkal. Viszonylag rendszeresnek mondható, gyakran frissülő rovat.

#### Beszámoló
Hírek, érdekességek a társasjáték világából, élménybeszámolók nagyobb külföldi és magyar rendezvényekről.

#### Retro játék kalauz
A '60-as, '70-es, '80-as évek játékait bemutató sorozat a nosztalgia kedvelői számára.